# 米歇尔·格拉沃格

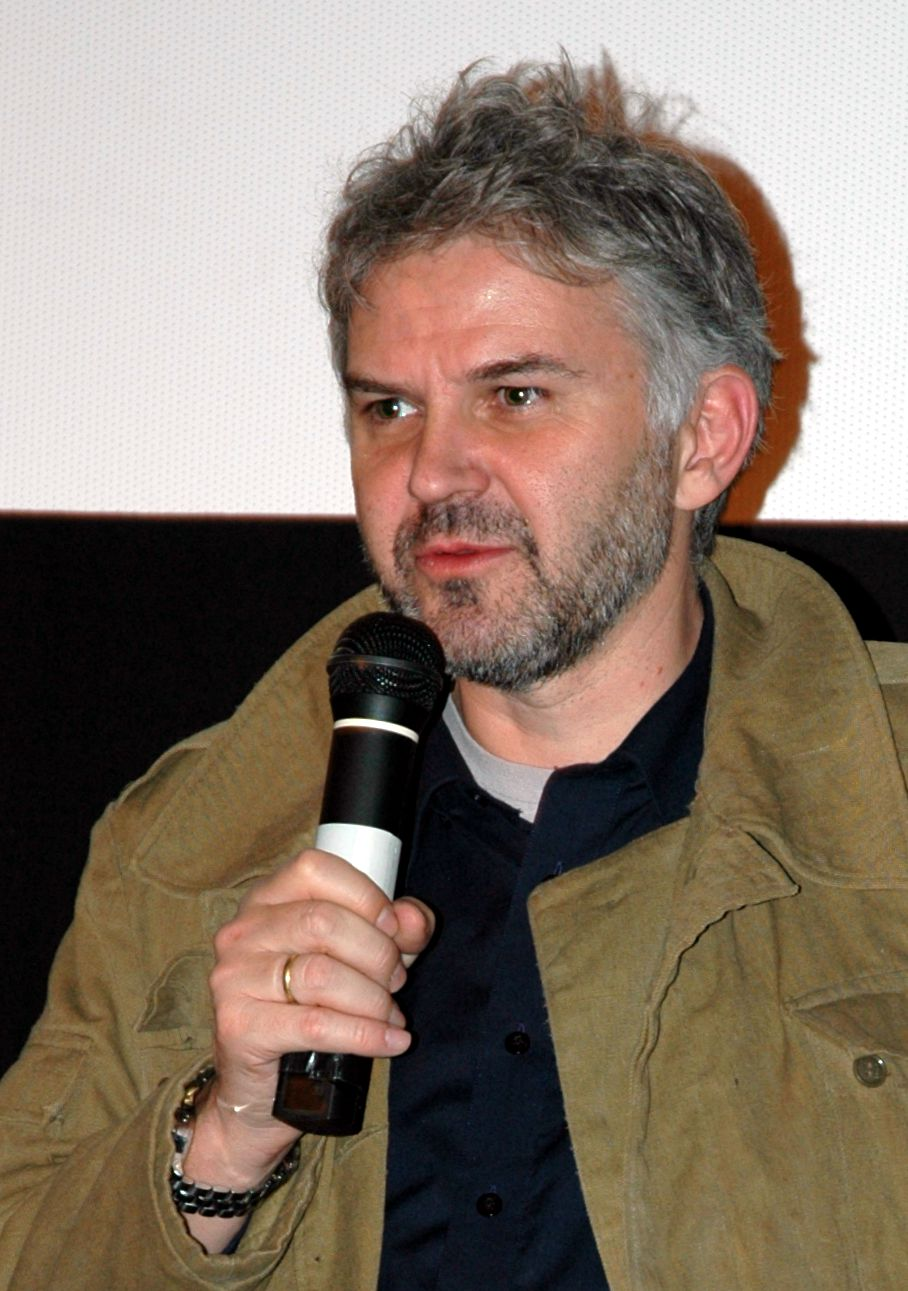
2006年的米歇尔·格拉沃格

米歇尔·格拉沃格（德語：Michael Glawogger，1959年12月3日—2014年4月23日），是一名奥地利电影导演、制片人、演员。他最著名的电影包括有《工人炼狱》、《妓女的荣耀》。
2014年4月23日，他死于疟疾，享年54岁。